# 8 mai 2015
Le vendredi 8 mai 2015 est le 128e jour de l'année 2015.

## Décès
- Charles Gottlieb (né le 25 octobre 1925), résistant français
- Mwepu Ilunga (né le 22 août 1949), joueur de football international congolais
- Juan Schwanner (né le 5 février 1921), joueur de football chilien
- Keith Miller (né en 1920), joueur et entraîneur australien de basket-ball
- Menashe Kadishman (né le 21 août 1932), sculpteur israélien
- Myriam Yardeni (née le 27 avril 1932), historienne israélienne
- Rutger Gunnarsson (né le 12 février 1946), musicien suédois

## Événements
- Écrasement d'un Mi-17 de l'armée pakistanaise
- Sortie du film Spooks: The Greater Good
- Début de la saison 4 de Austin et Ally
- Sortie de l'album The Seventh Life Path